# Vallée sèche

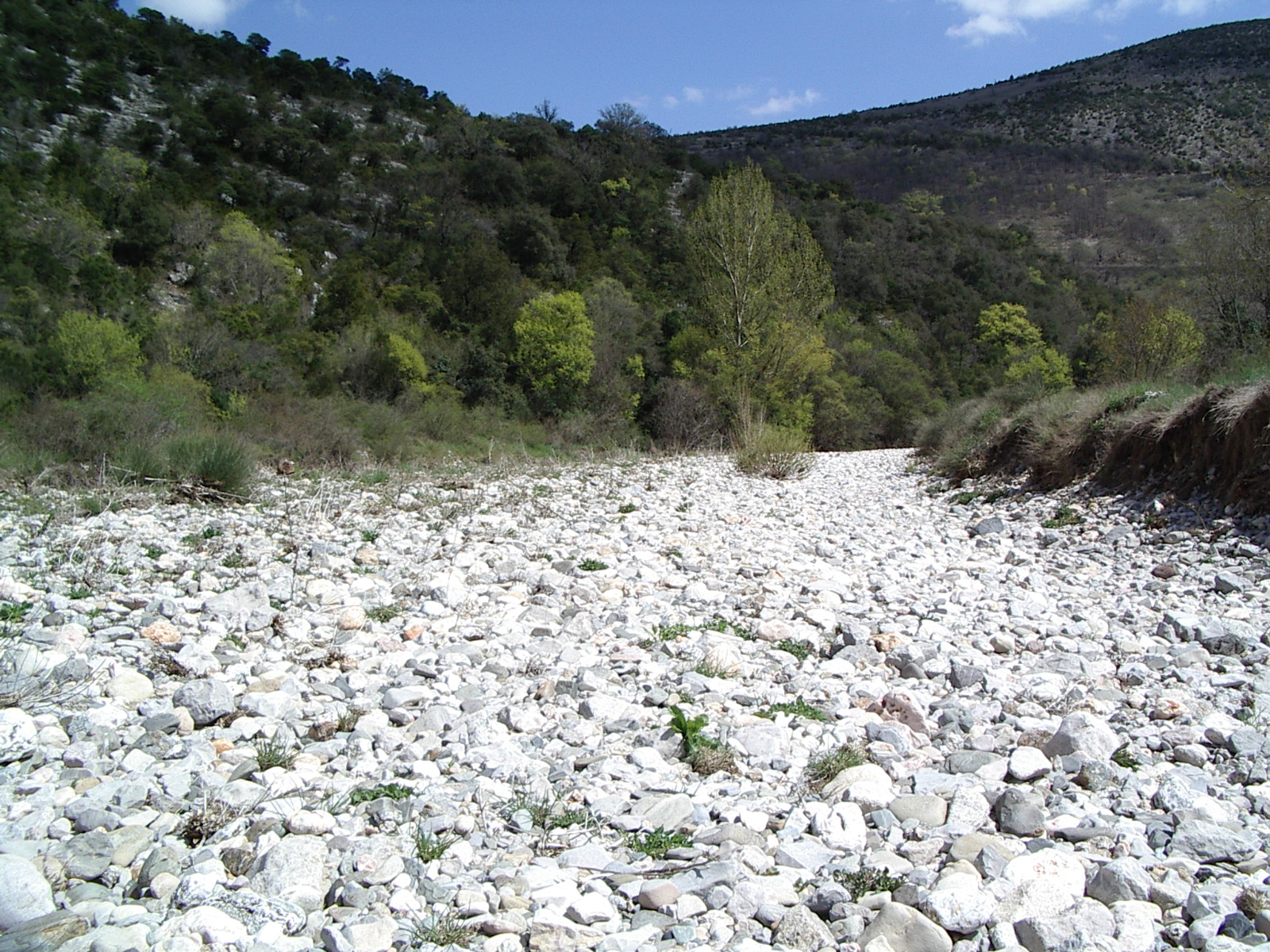
Le lit à sec de la Vis à Vissec.

Une vallée sèche est une vallée apparemment dépourvue d’humidité. Il existe, en fonction des lieux, des climats, de la géophysique et des coutumes humaines, plusieurs formes de vallées dites « sèches ».

## Types de vallées sèches

### Vallée sèche parcapture hydrographique
Il s'agit d'une vallée creusée par un cours d’eau qui a été ensuite détourné de son cours au profit d’un autre. C’est le cas, en France, de la Moselle qui a été détournée dans la Meurthe au détriment de la Meuse, créant ainsi deux vallées : la vallée sèche du Val de l'Asne (ou Val de l'Ane) et la vallée du ruisseau de l’Ingressin entre Pagny-sur-Meuse, Foug et Toul.

### Vallée sèche par perte d’eau
Sa formation est souvent due à un modelé karstique. Ce sont des vallées anciennement creusées par des cours d’eau qui, après plusieurs millénaires, se sont infiltrés dans le sol pour ressurgir plus loin, laissant la vallée à sec, sauf par temps de fortes pluies où la nappe d’eau souterraine remonte à la surface. C’est le cas, en France, des vallées de Buxerolles (Vienne) et de la vallée sèche de la Couze, affluent de la Corrèze qui perd ses eaux sur une partie de son parcours, comme la Vis qui "disparait" autour de Vissec pour mieux ressortir à la Foux. En Belgique, en Wallon, une telle vallée sèche s'appelle typiquement une xhavée - prononciation havéye ou tchavèye.

### Vallée sèche glaciaire
C’est une vallée qui ne reçoit aucune humidité parce qu’elle est entourée de hautes montagnes où la présence de glaciers et les vents violents empêchent toute pluie (ne pas confondre avec la vallée glaciaire qui est occupée par un glacier). C’est le cas des vallées sèches de McMurdo en Terre Victoria dans l’Antarctique, soumises à des températures moyennes de 68° sous zéro. C’est aussi le cas des monts Kunlun Shan (environ 7 000 m), au Tibet, entre la Chine et l’Inde.

### Vallée sèche aride
Contrairement à la précédente, c’est une vallée asséchée par des chaleurs extrêmes qui en font un désert apparemment stérile et absent de toute vie humaine, mais qui présente une faune et une flore remarquables ainsi qu’un grand intérêt minéralogique. C’est le cas de la fameuse vallée de la Mort de la sierra Nevada aux États-Unis.